# باشگاه فوتبال شهر راز
باشگاه فوتبال شهر راز یک باشگاه فوتبال است که در شهر شیراز، ایران قرار دارد؛ این تیم هم‌اکنون در لیگ آزادگان حضور دارد.
شهر راز با خرید امتیاز باشگاه فوتبال آرمان گهر سیرجان به صورت مستقیم وارد لیگ آزادگان شد.

## بازیکنان
| شماره |       | نقش   | بازیکن               |
| ----- | ----- | ----- | -------------------- |
| ۶     | ایران | هافبک | محمدرضا فیروززاده    |
| ۷     | ایران | مدافع | محمدعلی فرامرزی      |
| ۱۶    | ایران | هافبک | علی اسفندیار         |
| ۲۶    | ایران | مهاجم | جعفر حسین‌پور         |
| ۲۹    | ایران | مهاجم | محمد خالویی          |
| ۹۷    | ایران | مدافع | ابراهیم زایرابراهیمی |
| ۳۴    | ایران | مدافع | شهاب یاری            |

| شماره |       | نقش       | بازیکن         |
| ----- | ----- | --------- | -------------- |
| ۴۵    | ایران | مهاجم     | حسین شاهسونی   |
| ۶۹    | ایران | هافبک     | عرفان بشارتی   |
| ۷۰    | ایران | مهاجم     | علی خیری       |
| ۸۰    | ایران | هافبک     | سید علی حسینی  |
| ۸۸    | ایران | دروازه‌بان | حسین ملک‌علیایی |
| ۹۹    | ایران | مهاجم     | حسین برزگر     |
| ۹۰    | ایران | مهاجم     | میلاد جلالی    |